# Psoraleococcus browni
Psoraleococcus browni är en insektsart som beskrevs av Lambdin och Kosztarab 1988. Psoraleococcus browni ingår i släktet Psoraleococcus och familjen Lecanodiaspididae.
Artens utbredningsområde är Papua Nya Guinea. Inga underarter finns listade i Catalogue of Life.